# Quintero, León i Quiroga
Quintero, León i Quiroga són els cognoms d'un trio de compositors, poetes i músics andalusos, reconeguts per la seva autoria conjunta de moltes cançons populars en castellà en el gènere de la copla, en el període que va entre el final de la Guerra Civil i els anys 1960. Els tres autors eren Antonio Quintero, Rafael de León i Manuel Quiroga. En l'àmbit catalanoparlant són coneguts com a part de la tornada de la cançó "Temps era temps", de Joan Manuel Serrat:
| « | Fills d'Una, Grande y Libre, Metro-Goldwyn-Mayer Lo toma o lo deja, Gomas y lavajes Quintero, León i Quiroga, Panellets i penellons Basora, César, Kubala, Moreno i Manchón. | » |

## Història
El poeta Rafael de León va conèixer personalment la cupletista Concha Piquer, la més destacada figura de la cançó de l'època, quan aquesta actuava a Sevilla al Teatre Lope de Vega, i aquest fet, que va ser un moment d'especial importància en els inicis de la carrera de Rafael de León, l'influí molt el 1932, en iniciar la seva aventura madrilenya de la mà del músic, també sevillà, Manuel Quiroga, que foren la base pel que seria el llançament a nivell nacional del, per alguns, trio més famós de la música espanyola en castellà de tots els temps: "Quintero, León i Quiroga". Les seves més de cinc mil cançons registrades donen una idea de la gran productivitat que va aconseguir aquesta associació.
Passada la Guerra Civil, la dictadura del general Franco va beneir i va promoure un gènere anomenat folklore espanyol, (tot i que els seus orígens eren purament andalusos), i la naixent radiodifusió va facilitar enormement la difusió de les composicions de Quintero, León i Quiroga, que arribaven al públic a través de la ràdio.
Després d'una llarga època d'èxits incessants, sobretot durant els anys 1950 i 1950s el règim franquista inicià una etapa de certa obertura cultural, de manera que començaren a arribar ritmes musicals diferents, especialment la trepidant música que triomfava als Estats Units. Les cançons de Quintero, León i Quiroga ja no sintonitzaren tan fàcilment amb les noves generacions, i a la dècada dels seixanta, una joventut més polititzada i antifranquista començà a menysprear les folklòriques i una música que els semblava més regional que "espanyola".
Començà així un declivi que portà a Rafael de León i els seus companys artístics a un creixent oblit. Rafael de León encara tingué un cert èxit, en aquesta la seva última etapa, escrivint lletres que cantaren Nino Bravo, Raphael i Rocío Dúrcal, i arribà a guanyar el III Festival de Benidorm, l'any 1961, amb "La luna de Benidorm". Fins i tot aconseguí que joves autors com ara Augusto Algueró i Manuel Alejandro musiquessin els seus textos.

## Èxits
En compondre, Quintero escrivia els sainets dels espectacles que estrenaven, i coordinava la part teatral amb les cançons, en què també col·laborava amb Rafael de León, tot i que la responsabilitat de les lletres requeia generalment en Rafael de León, i la música era part exclusiva de Quiroga. Van compondre entre d'altres, les següents cançons, moltes d'elles entre les de major recaptació i popularitat a Espanya entre els anys 1940 i 1965:
- 1940 A la lima y al limón. Rafael de León i Manuel Quiroga.
- 1941 Tatuaje. Rafael de León i Manuel Quiroga.
- 1944 La Lirio. Rafael de León i Manuel Quiroga (juntament amb José Antonio Ochaíta).
- 1948 Francisco Alegre. Antonio Quintero, Rafael de León i Manuel Quiroga.
- 1961 Enamorada. Rafael de León (amb Augusto Algueró).
- 1964 A tu vera. Rafael de León (amb Juan Solano).

D'altres coplas molt populars, com ara La niña de fuego, Ay pena, penita, pena o Y sin embargo te quiero, No me quieras tanto, Romance de valentía, La Zarzamora, Dolores la Golondrina, Francisco Alegre, Romance de la Reina Mercedes, Yo soy ésa, Limosna de amores, Capote de grana y oro o La Salvaora foren també obra d'Antonio Quintero, Rafael de León i Manuel Quiroga. Ojos verdes per Rafael de León, Manuel Quiroga i Salvador Valverde, Tatuaje per Valerio, León i Quiroga o Amante de abril y mayo per Quintero, León i Solano.
En el repertori de la copla andalusa, a aquest trio d'autors s'hi poden sumar els mestres Salvador Valverde, José Antonio Ochaíta, Juan Solano, Xandro Valerio i Ramón Perelló.
Les coplas de Quintero, León i Quiroga han estat cantades per les més importants veus del gènere, tant en la seva època com en l'actualitat: Concha Piquer, Manolo Corrales, Juanita Reina, Miguel de Molina, Lola Flores, Rocío Jurado, Nati Mistral, Sara Montiel, Marifé de Triana, Isabel Pantoja, Pasión Vega, Martirio, La Paquera de Jerez, Miguel Poveda, o Juanito Valderrama, entre d'altres.

## Influències actuals
Joan Manuel Serrat feia referència als tres compositors com símbol d'una època en la seva cançó Temps era temps i també els ha citat el cantautor Joaquín Sabina a les seves cançons Doble vida i Más de cien mentiras.